# 瑪德萊娜·馬隆加
瑪德萊娜·馬隆加（法語：Madeleine Malonga，1993年12月25日—），法國柔道運動員，她代表法國隊參加了日本舉行的2020年夏季奧林匹克運動會，並且在女子78公斤級比賽上獲得銀牌。